# أحمد فرح شادول
أحمد فرح شادول (26 ديسمبر 1954 -) شاعر وأديبوطبيب سوداني من مواليد الولاية الشمالية. وممثل منظمة الصحة العالمية في اليمن منذ 2013.

## حياته العلمية
درس المرحلة الابتدائية والمتوسطة في أرقو، ودرس الثانوية في مدينة دنقلا، ثم تخرج من كلية الطب في جامعة الخرطوم، وأكمل دراسات عليا في كلية الطب في ليفربول، إنجلترا، وتخصص في طب الأطفال.

## حياته المهنية
عمل رئيسا وممثلا لبعثة منظمة الصحة العالمية في أفغانستان، وعمل بوزارة الصحة من طبيب عمومي إلى أخصائي أطفال، ومديرا للرعاية الصحية الأولية، وأيضا وزيرا للصحة، كما عمل كرئيس قسم الصحة والتغذية باليونسيف، سافر بطلب من اليونسيف والصحة العالمية كمستشار لوزارات الصحة في كل من دول ( مصر والمغرب وسوريا ولبنان والعراق وجنيف وأستراليا وجمهورية الدومنيكان والباكستان)، ومستشار لمنظمة الوحدة الأفريقية ثم الاتحاد الأفريقي في مجالي رعاية الأمومة والطفولة، وعمل بعدد كبير من المنظمات العالمية المهتمة بالطفل والمرأة والأشخاص ذوي الإعاقة.[بحاجة لمصدر]

## الدوواين الشعرية
- خريف الرجعة [5]
- العذراء حواس الكون
- حبيبتي الوطن
- صبايا الكون
- صحوة الزمن الحلو
- المساجلات الشعرية